# کی‌اف کارگو
کی‌اف کارگو (به انگلیسی: KF Cargo) یک شرکت هواپیمایی با کد یاتا KW است که در ۱۹۷۰ میلادی تأسیس شده‌است. دفتر مرکزی کی‌اف کارگو در کلونا، بریتیش کلمبیا، کانادا واقع شده‌است و قطب این شرکت هواپیمایی در فرودگاه بین‌المللی پیرسون تورنتو قرار دارد.